# 世古口哲哉
世古口 哲哉（せこぐち てつや、1966年12月19日 - 2024年2月7日）は、日本の政治家。三重県明和町長（2期）。

## 来歴
三重県多気郡明和町出身。明和町立大淀小学校、明和町立明和中学校、三重県立宇治山田高等学校卒業。1989年（平成元年）3月、京都産業大学経済学部経済学科卒業。同年4月、明和町に奉職。教育委員会事務局施設整備推進監、同委員会事務局こども課課長などを歴任。職場外では三重県高校野球OB連盟事務局長を務めている。
2018年（平成30年）3月、町を退職。同年6月20日、松阪市役所で記者会見し、任期満了に伴う明和町長選挙に立候補する意向を表明した。11月18日に行われた町長選挙に連合三重や町職員組合の支援を受けて立候補し、いずれも新人の4人の候補者を斥け初当選した。投票率は65.45％。12月12日、町長就任。
2022年（令和4年）11月13日に行われた町長選挙で再選。
2024年（令和6年）2月7日午前5時20分頃、明和町行部の国道23号線の側道を歩いていた際、軽乗用車にはねられ、搬送先の松阪市の病院で全身強打により死亡した。57歳没。軽自動車の運転手は事故を起こした際に自ら110番通報し、自動車の運転により人を死傷させる行為等の処罰に関する法律違反（過失致傷）の現行犯で逮捕された。三重県松阪警察署は容疑を過失運転致死に切り替え、詳しい事故原因を調べる。